# Viveka Adelswärd
Karin Hedvig Viveka Adelswärd, född Lindegren 17 mars 1942 i Oscars församling i Stockholm, är en svensk baronessa, språkvetare och professor emerita i samtalsforskning. Vid sin pension var hon verksam vid institutionen för Tema kommunikation vid Linköpings universitet. Adelswärd medverkade 1995–2011 i Svenska Dagbladets språkspalt Språkspalten. Hon skriver krönikor i Östgöta Correspondenten.

## Biografi
Adelswärd, som disputerade 1988, intresserade sig i sin forskning framför allt för hur människor förstår och missförstår varandra i samtal. Hon har analyserat rättegångar, anställningsintervjuer, förhandlingar, skolans kvartssamtal, intervjuer med unga män som söker vapenfri tjänst, läkarpatientsamtal och berättelser av olika slag. Hon har också intresserat sig för vardagssamtalet, s.k. privatretorik.
Förutom vetenskapliga publikationer, däribland några på engelska, har Adelswärd skrivit flera populärvetenskapliga böcker, bl.a. Prat, skratt, skvaller och gräl, Kvinnospråk och fruntimmersprat och Ord på glid. Hon har hållit seminarier och föredrag samt intervjuats i radio och tidningar om sin forskning. I flera nordiska länder har Viveka Adelswärd i mindre utsträckning uppmärksammats i akademiska lingvistiska sammanhang.
År 2005 fick Viveka Adelswärd Svenska Akademiens språkvårdspris på 50 000 kronor främst för sina studier om samtal. Den 3 augusti 1992 debuterade hon som sommarvärd i programmet Sommar i Sveriges Radio P1. Hon är ledamot av Måltidsakademien i Stockholm, Brukskultur i Åtvidaberg och Hagdahlsakademien.
I hemorten Åtvidaberg är hon engagerad i det lokala kulturlivet. Hon har bland annat varit ordförande för föreningen Brukskultur där hon bland annat skrivit artiklar om Adelsnäs, en del av Baroniet Adelswärd.
Viveka Adelswärd är änka efter hovjägmästaren, baron Johan Adelswärd och får således titulera sig som baronessa – den enda i Sverige.